# NBA Live 07
NBA Live 2007 är ett TV- och datorspel som gavs ut av EA Sports hösten 2006. Spelet är en basketsimulering och finns för plattformarna Windows, Xbox, Xbox 360, PlayStation 2 och PlayStation Portable.